# Grapholita larseni
Grapholita larseni is een vlinder uit de familie bladrollers (Tortricidae). De wetenschappelijke naam is voor het eerst geldig gepubliceerd in 1903 door Rebel.
De soort komt voor in Europa.